# Presque vu
Presque vu ([pʁɛsk vy]IPA) je psychologický termín převzatý z francouzštiny (kde znamená téměř viděno). Popisuje stav neschopnosti vybavit si nějaké slovo, kombinovaný s pocitem blízkosti hledaného slova.
Lidé prožívající presque vu si obvykle dokáží vzpomenout na několik vlastností objektu hledání jako je první písmeno, jeho důraz či blízká slova s podobným významem.

## Definice
Obecněji je presque vu specifikováno jako těžce definovatelný pocit, že je člověk určitě s něčím obeznámen, nicméně si nemůže vzpomenout na konkrétní podrobnosti

### Příklad
Skupina lidí právě zhlédla politickou debatu Miloše Zemana a Karla Schwarzenberga a nyní se snaží vzpomenout si na jméno slavného herce, který vystoupil ve filmu Terminátor. Jsou si jisti, že jsou s jeho jménem obeznámeni a už ho mnohokrát slyšeli, ale nemohou si ho vybavit. Když se obrátí na nově příchozího, ihned jim sdělí, že hledanou osobností je Arnold Schwarzenegger.

## Princip
Příčina není úplně jasná. Dnes nejrozšířenější je hypotéza blokování: Slova, která podobně zní jsou podobné vjemy, proto také jsou v mozku uložena blízko sebe. Pokud se snažíme přijít na konkrétní slovo, většinou si nejprve vzpomeneme nějaké podobné, mozek se nám pak pokouší pomáhat tak, že blokuje všechna slova kolem již nalezeného blízkého slova. Presque vu nastává, pokud tímto procesem omylem zablokuje i původně hledané slovo.

## Podobnost s déjà vu
S déjà vu sdílí presque vu spojení s minulostí jako se zdrojem zapomenutých vzpomínek. V případě déjà vu jsou však vjemy spojené se vzpomínkou znovu navozeny, zatímco u presque vu chybí.

## Podobnost s jamais vu
Jamais vu bývá zjednodušeně označováno jako pocit, že neznáme určitou situaci, která nám byla vždy blízká a o které jsme si toho vědomi. Krátký pocit trvající do revelace faktu, že onu věc známe, je možné porovnat s tzv. presque vu, tedy s pocitem pozorovatele, že situaci zná, jen si nemůže vzpomenout (např. potká-li pozorovatel po letech kdysi blízkého člověka, pocit presque vu u něj může trvat několik sekund; tedy než jej pozná). Pro jamais vu však presque vu může být jen začátkem: pozorovatel si uvědomí, že zná (vzpomene si, či si může projít stádiem presque vu), ale nadále se mu zdá situace cizí.
Presque vu nelze zaměňovat s jamais vu také proto, že jamais vu není poruchou schopnosti vzpomenout si, nýbrž pocitem, že neznáme, ač víme, že známe. Jamais vu rovněž nevystupuje v roli zapomenutého, či téměř vzpomenutého vědění, nýbrž neschopnosti rekognice určité situace; nekončí jako presque vu pocitem poznání situace či objektu, nýbrž nutně opětovného sblížení se s ním (třeba i se změnou postoje k němu).

## Související jevy
- Déjà vu
- Jamais vu
- Amnézie